# AI Song Contest
El Festival de la Inteligencia Artificial (en inglés: AI Song Contest y en neerlandés: AI Songfestival) es una competición musical internacional para canciones que han sido compuestas usando inteligencias artificiales (IAs). La primera edición tomó lugar el 12 de mayo de 2020 y fue organizada por la emisora pública neerlandesa VPRO, en colaboración con NPO 3FM y NPO Innovation.  Las canciones pueden durar más de 3 minutos pasando a 4 minutos. Archivado el 29 de noviembre de 2022 en Wayback Machine.

## Origen e historia
El formato del festival fue creado por la creadora de programas neerlandesa Karen van Dijk (VPRO) y fue inspirado en el Festival de Eurovision.
La primera edición fue ganada por los representantes de Australia Uncanny Valley (y únicos representantes del país hasta el momento). 
La segunda edición se celebrará el 6 de julio de 2021 Será coorganizado por eje de tecnología e entretenimiento belga Wallifornia MusicTech y por la compañía norteamericana DeepMusic.ai que promociona la colaboración entre músicos e investigadores de IAs. También por Amsterdam Music Lab (quienes participaron en algunas de las fases del proceso de preparación). El festival tomará lugar en el día AI & Creation Day, un día virtual de conferencia que forma parte de los 4 días de Music & Innovation Summit organizado por Wallifornia MusicTech.
La tercera edición, celebrada el día 6 de julio de 2022 en Lieja (Bélgica), Galicia obtuvo el segundo puesto en voto del jurado (9.1/12) y el primer puesto en voto público (11.3/12) con su trabajo AI-LALELO, realizado por el equipo gallego PAMP. El vencedor sería el tailandés Yaboi Hanoi, con "Enter Demons & Gods” (jurado 10.8/12, voto público 10.3/12). AI-LALELO es musicalmente una moderna aproximación a las Cantigas medievales gallegas y su letra una imagen metafórica de las viejas labores de campo femeninas de Galicia.

## Países participantes
- Alemania
- Australia
- Bélgica
- Bolivia
- Brasil
- Canadá
- Cataluña[12][13]
- China
- Corea del Sur
- España
- Estados Unidos
- Francia
- Hungría
- Irlanda
- México
- México+ Suecia
- Nepal
- Países Bajos
- Reino Unido
- Suecia
- Suiza

## Otros países y territorios del mundo
- Açores
- Afganistán
- Åland
- Albania
- Andorra
- Angola
- Antigua y Barbuda
- Arabia Saudita
- Aragón
- Argelia
- Argentina
- Armenia
- Aruba
- Asturias
- Austria
- Azerbaiyán
- Las Bahamas
- Bangladés
- Barbados
- Baréin
- Belice
- Benín
- Bielorrusia
- Birmania o Myanmar
- Bonaire
- Bosnia y Hercegovina
- Botsuana
- Brunéi
- Bulgaria
- Burkina Faso
- Burundi
- Bután
- Cabo Verde
- Camboya
- Camerún
- Cantabria
- Castilla y León
- Castilla-La Mancha
- República Centroafricana
- Chad
- Chile
- Chipre
- Colombia
- Comoras
- Comunidad Valenciana
- República del Congo
- República Democrática del Congo
- Corea del Norte
- Costa de Marfil
- Costa Rica
- Croacia
- Cuba
- Curaçao
- Dinamarca
- Djibuti
- Dominica
- Ecuador
- El Salvador
- Emiratos Árabes Unidos
- Eritrea
- Eslovaquia
- Eslovenia
- Estonia
- Etiopía
- Extremadura
- Fiyi
- Filipinas
- Finlandia
- Gabón
- Galicia
- Gambia
- Georgia
- Ghana
- Gibraltar
- Granada o Grenada
- Grecia
- Groenlandia
- Guadalupe
- Guam
- Guatemala
- Guayana Francesa
- Guinea
- Guinea-Bisáu
- Guinea Ecuatorial
- Guyana
- Haití
- Hawái
- Hungría
- Hong Kong
- Honduras
- la India
- Indonesia
- Irán
- Irak o Iraq
- Isla de Man
- Islandia
- Islas Baleares
- Islas Canarias
- Islas Cook
- Israel
- Italia
- Jamaica
- Japón
- Jordania
- Kazajistán
- Kenia
- Kirguistán
- Kiribati
- Kosovo
- Kuwait
- Laos
- Lesoto
- Letonia
- Líbano
- Liberia
- Libia
- Liechtenstein
- Lituania
- Luxemburgo
- Macao
- Macedonia
- Madagascar
- Madeira
- Malasia
- Malaui
- Maldivas
- Malta
- Manchukuo o Manchuria
- Islas Marianas del Norte
- Islas Marshall
- Marruecos
- Mauricio
- Mauritania
- Micronesia
- Moldavia
- Mónaco
- Mongolia
- Montenegro
- Mozambique
- Murcia
- Namibia
- Nauru
- Navarra
- Nicaragua
- Nigeria
- Níger
- Niue
- Noruega
- Nueva Zelanda
- Occitania
- Omán
- Soberana Orden Militar de Malta
- País Vasco
- Pakistán
- Palaos
- Palestina
- Panamá
- Papúa Nueva Guinea
- Paraguay
- El Perú
- Polonia
- Portugal
- Puerto Rico
- Catar
- República Checa
- República Dominicana
- Ruanda
- Rumania
- Rusia
- Saba
- Islas Salomón
- Samoa
- Samoa Americana
- San Cristóbal y Nieves
- San Marino
- San Martín
- San Vicente y las Granadinas
- Santa Lucía
- Santo Tomé y Príncipe
- Senegal
- Serbia
- Seychelles
- Sierra Leona
- Singapur
- Siria
- Somalia
- Sri Lanka
- Suazilandia
- Sudáfrica
- Sudán
- Sudán del Sur
- Surinam
- Tailandia
- Taiwán
- Tanzania
- Tayikistán
- Tíbet
- Timor Oriental
- Togo
- Tonga
- Tokelau
- Túnez
- Turkmenistán
- Turquestán Oriental o Uiguristán
- Turquía
- Tuvalu
- Trinidad y Tobago
- Ucrania
- Uganda
- Uruguay
- Uzbekistán
- Valle de Arán
- Vanuatu
- Vaticano
- Venezuela
- Vietnam
- Wallis y Futuna
- Yemen
- Zambia
- Zimbaue

## Presentadores
- 2020 Lieven Scheire[2]
- 2021 Cesar Majorana[14]

## Sedes
- Países Bajos
- Liège, Bélgica[15]

## Jurado
Los miembros del jurado de este festival recibe el nombre expertos (debido a que está formado por expertos en las inteligencias artificiales o en la música). Las siguientes personas han participado en el jurado. Desde el año 2021, se añadió al equipo ganador de la edición anterior.
- Ryan Groves de Infinite Album.
- Imogen Heap, cantante y cantautora.
- Anna Huang de Google Brain, miembro del jurado tanto en 2020 como en 2021.
- Rujing Huang de KTH Royal Institute of Technology.
- Ajay Kapur de California Institute of the Arts.
- Hendrik Vincent Koops de RTL Nederland, miembro del jurado en el año 2020 como en 2021.
- Mark Simos de Berklee College of Music
- Uncanny Valley, ganadores del 2020 (2021)
- Ed Newton-Rex de ByteDance (2020)

## Ganadores
| 2020 | Australia     | Uncanny Valley   | "Beautiful the World"       | 19.8 |         |         |             |      |
| 2021 | United States | M.O.G.I.I.7.E.D. | "Listen to Your Body Choir" | 21.7 |         |         |             |      |
| 2022 | Tailandia     | 1.º Yaboi Hanoi  | "Enter Demons & Gods"       | 21.1 | Galicia | 2º PAMP | "AI-Lalelo" | 20.4 |

## Premios y nominaciones
| Año  | Premio               | Categoría            | Trabajo         | Resultado |
| ---- | -------------------- | -------------------- | --------------- | --------- |
| 2020 | Prix Europa          | Digital Media        | AI Song Contest | Nominado  |
| 2021 | NPO Innovation Prize | NPO Innovation Prize | AI Song Contest | Ganador   |